# Liste der Gemeindeverbände im Département Yvelines
Das Département Yvelines liegt in der Region Île-de-France in Frankreich. Es untergliedert sich in elf Gemeindeverbände.
Siehe auch: Liste der Gemeinden im Département Yvelines

## Gemeindeverbände

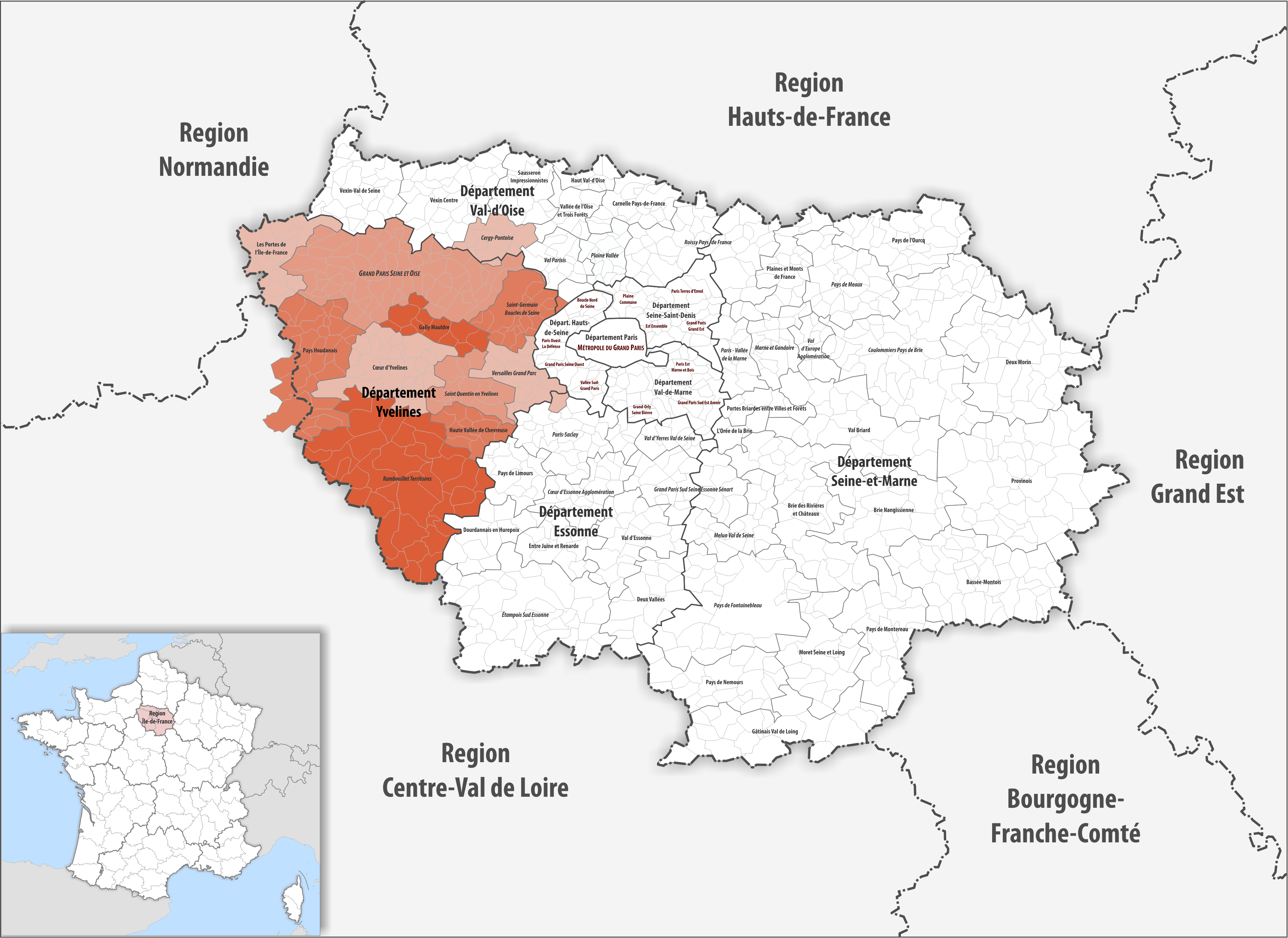
Gemeindeverbände im Département Yvelines

| Gemeindeverband                | Gemeinden im Départ./Verband | Einwohner 1. Januar 2022 | Fläche km² | Dichte Einw./km² | SIREN- Nummer | Rechtsform                 | Gründungsdatum    |
| ------------------------------ | ---------------------------- | ------------------------ | ---------- | ---------------- | ------------- | -------------------------- | ----------------- |
| Cergy-Pontoise                 | 1/13                         | 217.763                  | 84,16      | 2.587            | 249 500 109   | Communauté d’agglomération | 6. Juli 1984      |
| Cœur d’Yvelines                | 31/31                        | 51.560                   | 228,20     | 226              | 247 800 618   | Communauté de communes     | 8. November 2004  |
| Gally Mauldre                  | 11/11                        | 22.529                   | 94,85      | 238              | 200 034 130   | Communauté de communes     | 29. Juni 2012     |
| Grand Paris Seine et Oise      | 73/73                        | 433.255                  | 504,72     | 858              | 200 059 889   | Communauté urbaine         | 1. Januar 2016    |
| Haute Vallée de Chevreuse      | 10/10                        | 25.225                   | 83,74      | 301              | 200 033 173   | Communauté de communes     | 10. Juli 2012     |
| Pays Houdanais                 | 32/36                        | 30.287                   | 290,98     | 104              | 247 800 550   | Communauté de communes     | 30. Dezember 1997 |
| Portes de l’Île-de-France      | 18/18                        | 23.147                   | 144,32     | 160              | 200 071 074   | Communauté de communes     | 11. Dezember 2016 |
| Rambouillet Territoires        | 36/36                        | 79.818                   | 629,50     | 127              | 200 073 344   | Communauté d’agglomération | 27. Dezember 2016 |
| Saint-Germain Boucles de Seine | 18/19                        | 341.547                  | 139,10     | 2.455            | 200 058 519   | Communauté d’agglomération | 1. Januar 2016    |
| Saint-Quentin-en-Yvelines      | 12/12                        | 233.591                  | 119,20     | 1.960            | 200 058 782   | Communauté d’agglomération | 1. Januar 2016    |
| Versailles Grand Parc          | 17/18                        | 268.563                  | 123,58     | 2.173            | 247 800 584   | Communauté d’agglomération | 8. November 2002  |